# Konstantin Pawluczenko
Konstantin Władimirowicz Pawluczenko (ros. Костянтин Владимирович Павлюченко, ukr. Костянтин Володимирович Павлюченко, Kostiantyn Wołodymyrowicz Pawluczenko; ur. 11 stycznia 1971, Kazachska SRR) – kazachski piłkarz pochodzenia ukraińskiego, grający na pozycji pomocnika, a wcześniej napastnika. Potem zmienił obywatelstwo na ukraińskie.

## Kariera piłkarska

### Kariera klubowa
Karierę piłkarską rozpoczął w klubie Chimik Dżambuł, skąd w sierpniu 1990 przeszedł do Kajratu Ałma-Ata. 5 kwietnia 1992 roku w składzie Nywy Tarnopol debiutował w Wyszczej Lidze w meczu z Naftowykiem Ochtyrka (0:0). Latem 1992 przeszedł do Dnipra Dniepropetrowsk. Na początku 1994 wyjechał do Rosji, gdzie bronił barw klubów Łada Togliatti i Tiekstilszczik Kamyszyn. Na początku 1997 powrócił do Ukrainy, gdzie został piłkarzem Krywbasa Krzywy Róg. W 1998 pół roku grał w uzbeckim Navbahor Namangan, po czym ponownie wrócił do Ukrainy. Występował w klubach Metałurh Nowomoskowsk, SK Mikołajów, Olimpija FK AES Jużnoukraińsk i Ełektrometałurh Nikopol
Zoria Ługańsk. Latem 2004 zakończył karierę piłkarską w zespole Ełektrometałurh-NZF Nikopol.

### Kariera reprezentacyjna
14 października 1992 debiutował w reprezentacji Kazachstanu.

## Sukcesy i odznaczenia

### Sukcesy klubowe
- wicemistrz Ukrainy: 1993
- wicemistrz Pierwoj dywizji Rosji: 1995